# Юрченко, Юрий Фёдорович
Юрий Фёдорович Юрченко (родился 21 декабря 1931 года — умер 13 января 1993 года) — советский инженер и учёный, один из создателей Научно-исследовательского и конструкторского института монтажной технологии (НИКИМТ). Он проработал в институте с 1956 по 1993 год, возглавляя его на протяжении последних 20 лет своей жизни. Юрченко внёс значительный вклад в ликвидацию последствий аварии на Чернобыльской АЭС.

## Биография
Юрий Юрченко родился в Оренбургской области. Его отец, Фёдор Фёдорович Юрченко, был главным инженером Оренбургской железной дороги, а мать, Антонина Павловна (в девичестве Полякова), занималась домашним хозяйством. У Юрия была младшая сестра Людмила, которая впоследствии стала инженером космических объектов и почётным донором СССР.
В 1950 году Юрий поступил в Московский государственный технический университет им. Баумана, который окончил с серебряной медалью в 1956 году. В том же году он начал работать в проектно-монтажном управлении, созданном Министерством среднего машиностроения СССР для выполнения комплексных разработок технологических процессов, специального оборудования и оснастки для монтажа сложных ядерных объектов, позже известное как «Почтовый ящик № А-1036», впоследствии НИКИМТ, которое занималось решением проблем, связанных с развитием атомной промышленности.

#### Карьера
В сентябре 1957 года Юрий Юрченко был направлен в Челябинск-40 для ликвидации последствий аварии на производственном объединении «Маяк». Работая в условиях радиоактивного загрязнения, он занимался сваркой, резкой, монтажом и демонтажом оборудования и металлоконструкций.
После этого Юрченко работал начальником сварочного участка на строительстве Сибирского химического комбината в Томске-7 (ныне Северск), где проявил высокие профессиональные и организационные качества. В 1961 году, в возрасте 30 лет, он был назначен первым заместителем директора НИКИМТ, а спустя 12 лет стал его директором.

#### Вклад в развитие НИКИМТ
Под руководством Юрия Юрченко НИКИМТ стал одним из ведущих институтов в области разработки уникальных технологий, оборудования и приборов для атомной промышленности. Юрченко сформировал команду из молодых специалистов и расширил производственные площади и лаборатории института. Число сотрудников НИКИМТ возросло с 368 человек в 1961 году до 4500 к 1980-м годам.

#### Участие в ликвидации последствий аварии на Чернобыльской АЭС
В 1986 году Юрий Юрченко принимал активное участие в ликвидации последствий аварии на Чернобыльской АЭС. Его разработки по промышленному телевидению оказались незаменимы при сооружении «Укрытия» над четвёртым блоком станции, что значительно снизило уровень облучения строителей и монтажников. Под его руководством в ликвидации последствий аварии участвовало около 2000 сотрудников НИКИМТ, из которых 268 работали непосредственно на ЧАЭС.

#### Последние годы и проекты
В 1989 году Юрий Юрченко был удостоен второй Государственной премии СССР за создание и внедрение центробежных экстракторов на объектах атомной промышленности. Он является автором и соавтором более 80 научных трудов, включая монографии «Монтаж и сварка трубопроводов из коррозионно-стойких сталей в атомной промышленности» (1966) и «Коррозия сварных соединений в окислительных средах» (1976).
В 1991 году Юрченко представил проект «Безопасный саркофаг» для ЧАЭС, который занял третье место из 250 заявок, несмотря на его тяжёлую болезнь, помешавшую ему лично присутствовать на конкурсе.
Юрий Юрченко умер 13 января 1993 года в возрасте 62 лет. Его коллеги и сотрудники высоко ценили его как талантливого учёного, деятельного руководителя и замечательного человека. Его вклад в развитие атомной промышленности и ликвидацию последствий крупнейших ядерных аварий остаётся значительным вкладом в историю и науку.

## Личная жизнь
В 1960 году Юрий Юрченко женился на Нелли Павловне Степанской, преподавателе музыки в Томске. В 1961 году у них родилась дочь Галина, которая впоследствии стала реставратором древнерусской живописи . В 1986 году у Юрченко родилась внучка Катя, ныне современный художник, живущий и работающий в Берлине под именем Katya Quel. В этот период Юрий Фёдорович находился в Чернобыле и, узнав о рождении внучки, впервые улыбнулся, сказав: «Хоть одно радостное событие в этой беспросветной жизни». Впоследствии у Юрия родились также внучка Ольга и, после его смерти, внуки Михаил и Фёдор.